# ماكس هال
ماكس هال (29 سبتمبر 1975 في المملكة المتحدة - )  (بالإنجليزية: Max Hall)‏ هو لاعب كريكت بريطاني. لعب مع Surrey Cricket Board ‏.